# Wolfgang von Graben
Wolfgang von Graben (muerto el 11 de diciembre de 1521) nació en el castillo de Kornberg en Estiria y fue miembro de la nobleza austríaca.
Ostentó los títulos de Señor de Graben, Kornberg, Señorío de Marburg con Obermarburg y el Castillo de Maribor, Bad Radkersburg, Neudenstein, Weinberg y Burgrave (vizconde) de Saldenhofen. Wolfgang von Graben también sirvió como capitán militar del emperador del Sacro Imperio Romano Germánico Federico III de Austria y como asesor del emperador Maximiliano I de Austria.

## Biografía
Era descendiente de la familia austriaca Von Graben, que provenía de la dinastía Meinhardin. Sus padres fueron Ulrico III. von Graben y Agnes Näringer. Fue mencionado por primera vez en un documento del año 1470 como heredero de Jörg II Steinwald de 30 feudos de Estiria de la familia Stubenberg.
En 1476 [y 1483], se menciona a Wolfgang en los Países Bajos, donde él y su hijo Peter von Graben (* 1450 o principios de la década de 1460) estaban en el séquito del archiduque Maximiliano I de Austria [más tarde emperador]. Wolfgang entró en el servicio militar y fue destinado al archiduque. Peter se casó con Griet Pietersdr Berents en Holanda y tomó el nombre de (Pieter) Graeff (o De Graaff). Pieter Graeff se convirtió así en el antepasado de la familia holandesa Graeff / De Graeff. Según otra tradición familiar, Wolfgang tuvo otro hijo, Abraham op den Graeff (hacia 1484-1561), de un matrimonio en Holanda. Esta afirmación no está verificada por fuentes externas confiables. En el Diploma de Nobleza del 19 de julio de 1677 prestado a Andries de Graeff, se afirmaba que la familia De Graeff se llamaba anteriormente Von Graben, que es lo mismo que De Graeff, porque Graeff era la grafía holandesa de Graben (palabra alemana) durante el Siglo XIV y XV.
Cuando Wolfgang regresó a Austria en 1485, se convirtió en uno de los capitanes del emperador Federico III en la guerra contra Matías Corvino. En 1489 sucedió a su padre como señor de Kornberg y Marburg, del castillo de Obermarburg y del palacio de la ciudad de Marburg an der Drau. Al año siguiente sucedió a su primo Georg Breuer como señor de varios feudos imperiales y de Estiria más pequeños. Ese mismo año se convirtió en señor del castillo de Neidenstein. Posteriormente se convirtió en burgrave (Visconde) de Saldenhofen (1498), alguacil de Bad Radkersburg y Tabor (desde 1501) y desde 1510 como sucesor de su hermano André von Graben de Slovenj Gradec (Windischgraetz). En 1509 fue nombrado consejero del emperador Maximiliano I de Austria. En 1520 heredó junto con sus hermanos André y Wilhelm von Graben el castillo familiar más antiguo, Graben, cerca de Novo Mesto (Rudolfswerth) en Carniola.

## Progenie

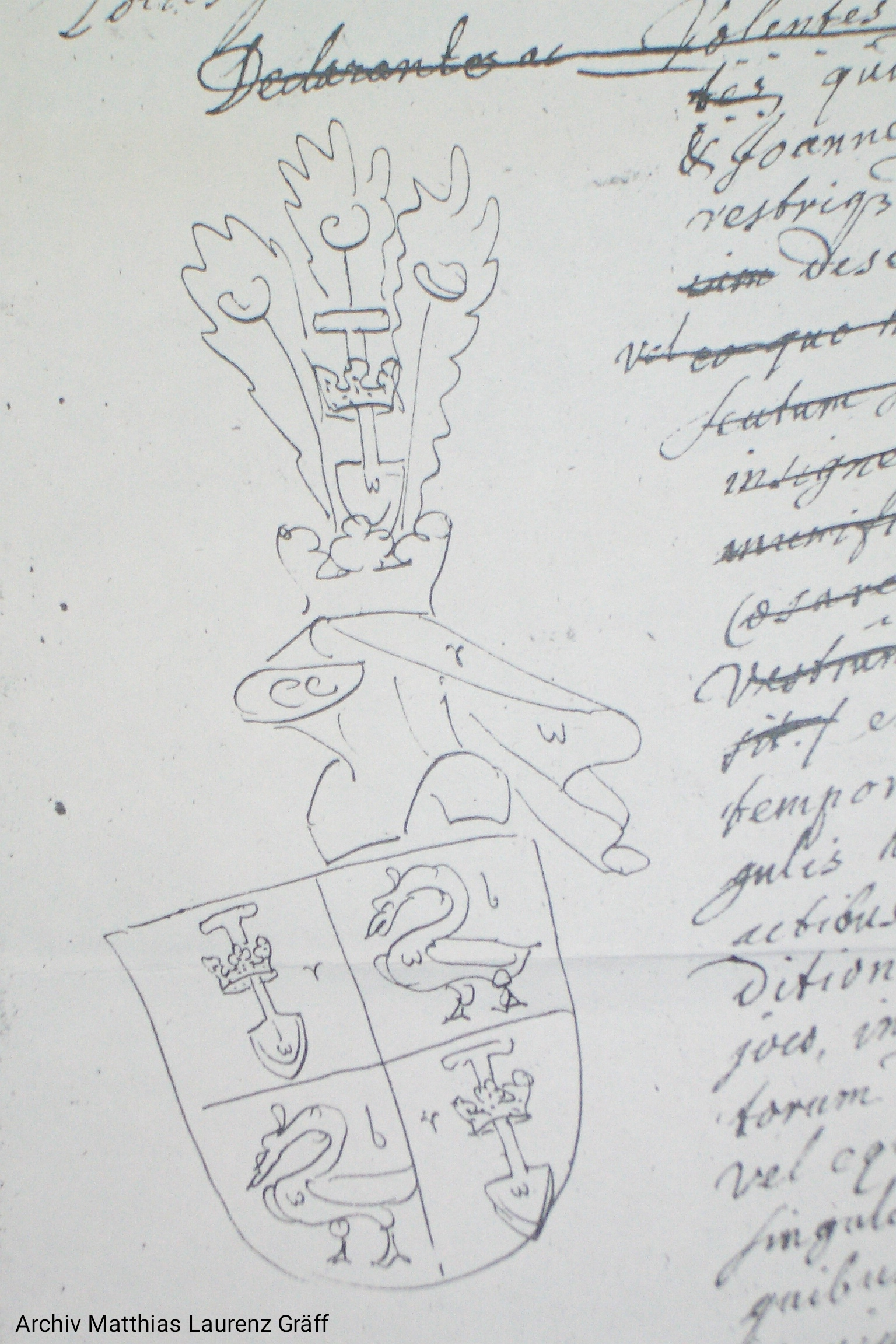
Escudo de armas de Andries de Graeff en el Diploma Imperial de Viena

Durante la Siglo de Oro neerlandés, los (De) Graeff decían que eran descendientes de Wolfgang von Graben, que estuvo en Holanda en 1483. El hijo de Wolfgang, Pieter Graeff, nació alrededor de 1484 y es el progenitor de las familias Graeff y De Graeff de Ámsterdam. El diploma imperial de nobleza del 19 de julio de 1677 en Viena, que fue otorgado a Andries de Graeff, afirma que la familia De Graeff anteriormente se llamaba Von Graben.

### Asociación familiar
La Asociación familiar mundialmente activa "Familienverband Gräff-Graeff e.V." se fundó en 2013 como una asociación registrada en Austria. La asociación familiar sirve para la comunicación, la investigación y la unión de las familias Graeff, probablemente descendientes naturales del noble austriaco Wolfgang von Graben. Il presidente es Matthias Laurenz Gräff de Austria. No debe confundirse la presidencia y administración de la asociación familiar con la función de jefe de toda la familia y de sus diversas ramas.